# Aeródromo de Rozas
El aeródromo de Rozas (OACI: LERO) es un aeródromo situado en el término municipal de Castro de Rey, a ocho kilómetros de la ciudad de Lugo. Fue inaugurado el 4 de junio de 1943. El aeródromo está destinado generalmente a la aviación deportiva. Los terrenos son propiedad del Ministerio de Defensa y están gestionados por el Real Aeroclub de Lugo. Dentro del campo también se encuentran las instalaciones del CIAR dependiente del INTA.
Anualmente se celebra en estas veteranas instalaciones uno de los mayores acontecimientos aeronáuticos de aviación deportiva del norte peninsular, la Vuelta Aérea a Galicia.
El Centro de Investigación Aeroportada de Rozas (CIAR), situado en el aeródromo de Rozas, es una iniciativa conjunta del INTA y la Junta de Galicia. 

## Historia

### II Guerra Mundial
El aeródromo de Rozas fue construido por los alemanes durante la II Guerra Mundial con el fin de proporcionar un mantenimiento rápido a las antenas del radiofaro Consol (Torres de Arneiro). 
Situado en la localidad de Rozas (municipio de Castro de Rey, provincia de Lugo), el aeródromo estaba constituido por tres hangares de considerables dimensiones, y se dice que atendido por personal alemán, aunque esto no es verdad; el aeródromo era atendido por soldados del Ejército del Aire español. Además de los tres hangares, disponían de barracones auxiliares.
Una vez finalizada la contienda, el aeródromo de Rozas fue reconocido como un lugar excepcional para la creación de un aeropuerto de mayores dimensiones y llegó a ser base aérea durante algún tiempo en el que había una guarnición militar de tropas de aviación. En el año 1949 el aeródromo de Rozas se convirtió el aeropuerto central de Galicia. Esta situación se mantuvo durante dos años, mientras se llevaba a cabo la construcción del aeropuerto de Santiago de Compostela.

### Desmantelamiento y recuperación
En el año 1953 la Fuerza Aérea decidió desmantelarlo y poco a poco cayó en el olvido, llegando a plantearse el cierre y desmantelamiento total de las instalaciones. El primer hangar se desmontó y fue trasladado a Palma de Mallorca en el año 1958, y otro de ellos a la base aérea de Cuatro Vientos (Madrid), en 1959. Lo mismo pretendían con el tercero y último pero, ante esta crítica situación, se constituyó de manera urgente, y de la mano del por aquel entonces alcalde de la capital lucense Ramiro Rueda Fernández, el Real Aeroclub de Lugo, con el fin de evitar la desaparición total de las instalaciones.
Una vez aprobados los estatutos de dicha sociedad, y tras las pertinentes peticiones al ministro del Aire José Rodríguez Díaz de Lecea, se consiguió mantener el hangar, que todavía se puede contemplar casi en estado original. Durante los años 2008 y 2009 se hicieron importantes inversiones en el aeródromo de Rozas por parte de la Cámara de Comercio de Lugo, como el cierre perimetral de la pista y la reforma de la terminal, pretendiendo convertir a Rozas en un aeropuerto de carga que también disponga de vuelos nacionales a Madrid y a Barcelona, como ya se ha barajado en multitud de ocasiones. Asimismo, la Agencia Estatal de Seguridad Aérea,dependiente del Ministerio de Fomento, ha iniciado recientemente los trámites necesarios para acreditar el aeródromo como centro de referencia para la investigación de tecnologías de vuelos no tripulados.

### Centro de Investigación Aeroportada de Rozas
En 2015 el Instituto Nacional de Técnica Aeroespacial (INTA) inauguró en el aeródromo el CIAR modernizando su sistema de comunicaciones y gestión con una inversión de unos 3,3 millones de euros. El centro también recibió una inversión de 10 millones de euros de la Junta de Galicia cofinanciada con fondos Feder. Estas mejoras pretenden a aumentar el atractivo como polo de referencia para ensayos e investigaciones. El aeródromo de Rozas ofrece un emplazamiento adecuado, dada la actual obligación para los aviones no tripulados de volar solamente en espacio restringido.
Pretende integrar tanto las Plataformas Aéreas de Investigación (PAI) como los nuevos desarrollos con aviones no tripulados (UAS), en un centro de investigación que ofrece las infraestructuras y equipamientos en tierra necesarios para el desarrollo de las aeronaves y la evaluación de las campañas a realizar con las mismas.
En noviembre de 2018, se confirmó el desembarco del gigante americano Boeing en Rozas para desarrollar un simulador de tráfico aéreo para simulantenear aeronaves tripuladas y drones. La inauguracón oficial se produjo el 18 de diciembre de 2019.
El drone ATLANTE de EADS C.A.S.A realizó su primer vuelo en el aeródromo  de Rozas el 28 de febrero de 2013.